# アシグロツユムシ
アシグロツユムシ（脚黒露虫・足黒露虫、Phaneroptera nigroantennata）は、キリギリス科ツユムシ亜科の昆虫。
山地性のツユムシで、和名は後脚脛節が黒っぽく見える事による。

## 形態
体長（頭部より羽先まで）30-35mm前後。ツユムシに似るが頭部と胸部の境目がややくびれて見える他、体に対してやや脚が長いなどの違いがある。
全身ややくすんだ緑色で前胸から羽の先まで褐色の縦筋がある。
前脚または頭部は赤みを帯び、複眼は青みを帯びた灰色でツユムシより大きく、丸い。触角は黒褐色で節に白い部分がある。
後脚の脛が褐色から黒褐色。オスはメスより黒い部分が多い傾向があり、中脚及び後腿節にまで黒い部分が及ぶこともある。
後ろばねは先端近くは体と同じ濃い緑色、透明部分が薄い褐色を帯び、前ばねの先から半分近くが飛び出す。
産卵管は非常に短く腹部の半分ほどで、小鎌の刃のような形。

## 生態
北海道、本州、四国、九州などに分布。
平地から亜高山帯まで幅広く生息。主に山道沿いの草木に登って生活している。ツユムシよりも薄暗い環境を好み、木漏れ日が差すような場所に多い。葉の上で脚と触角をのばした姿勢でじっとしていることが多い。
ほぼ完全な草食性で自分が脱いだ抜け殻以外の動物質は食べない。食草はツユムシに準じているが、より堅めの物、木の葉なども食べるが、花弁や若い果実を好む傾向が強い。
のんびりしているように見えるが、逃げ足は早く、盛んに飛んで逃げる。また、明かりに飛んでくることもある。ツユムシ同様、キリギリスとしては良く飛ぶ方で、飛び方も巧みである。
鳴き声は「ジキーッ・ジキーッ…」または「ジュキーッ・ジュキーッ…」と聞こえる。小さな声なので10数メートルも離れると聞こえなくなる。
オスはメスに背中を向けながら交尾を促す。メスの尾端に精球が渡されると交尾は完了する。卵が成熟したメスは食草の葉の縁を囓り、産卵管を差し込んで卵を産み付ける。卵は非常に薄く、葉の中に産み付けられるのに都合がよい形をしている。
幼虫は6月頃孵化。最初は全身赤褐色で体と脚に黒と白のまだら模様がある。腹の下側は白っぽい。
脱皮を繰り返すごとに緑色の部分が多くなり、終齢幼虫では殆ど成虫と同じ色合いになるが、羽は腹部の半分ほどである。
成虫は8月頃現れ、霜が降りる頃まで生きるものもいる。場所によっては年2回発生するが、ツユムシよりもやや南よりの地域になる。